# James Johnson (politico)
James Johnson (Contea di Robeson, 12 febbraio 1811 – Contea di Chattahoochee, 20 novembre 1891) è stato un politico statunitense.

## Biografia
Nacque in Carolina del Nord nel 1811, per poi trasferirsi con la famiglia in Georgia, dove studiò legge all'università statale e divenne avvocato, dopo un periodo da insegnante.
Entrato in politica, fu eletto nel 1851 alla Camera dei rappresentanti come membro del Partito Whig, non riuscendo tuttavia ad essere riconfermato alle successive elezioni. Si accostò allora al partito nazionalista Know Nothing, e ciò lo isolò politicamente sia dai conservatori che dai democratici.
Non era un sostenitore della secessione, e durante gli anni della guerra civile americana preferì non essere coinvolto in politica, limitandosi a continuare l'attività legale nel suo studio di Columbus. Quando le armate dell'Unione conquistarono la Georgia alla fine della guerra il governatore Joseph E. Brown venne destituito, e il presidente degli Stati Uniti Andrew Johnson necessitava di un successore fedele a Washington. La scelta ricadde proprio su James Johnson, con cui il presidente aveva fatto amicizia dieci anni prima al Congresso, così l'avvocato di Columbus divenne il nuovo governatore della Georgia.
Come governatore provvisorio dovette rinnegare la secessione e stilare una nuova costituzione per la Georgia, abolire lo schiavismo e ripianare i debiti di guerra contratti durante il conflitto. Inoltre limitò il numero di mandati possibili per un governatore georgiano a due, così da impedire lo strapotere da parte di singoli com'era stato nel caso del predecessore Brown. Il mandato di Johnson durò pochi mesi, poi decadde e si procedette all'elezione di un nuovo governatore eletto, che sarebbe stato Charles J. Jenkins. Johnson provò allora ad essere eletto senatore, ma non riuscì a raccogliere i voti necessari, mentre fu uno dei grandi elettori alle elezioni presidenziali del 1868.
Dopo la fine del suo breve mandato James Johnson continuò ad esercitare la sua professione di magistrato, morendo nel 1891.